# Абражевич, Анна Николаевна
Анна Николаевна Абражевич (род. 1 августа 2002, Минск) — белорусская фигуристка, выступавшая в одиночном и парном катании. В дуэте с чешским фигуристом Мартином Бидаржем она — участница чемпионата мира (2019).

## Карьера
Анна Абражевич родилась 1 августа 2002 года в Минске. Начала заниматься фигурным катанием в возрасте четырёх лет.
На раннем этапе карьеры состязалась в одиночном катании и достигала успехов в пред-юниорских категориях: становилась победительницей и призёром международных турниров. На чемпионате Белоруссии среди юниоров 2014 боролась за попадание на подиум. После первого дня соревнований занимала третью строчку, но ошибки в произвольном прокате не позволили подняться выше пятого итогового места.
В 2015 году переехала в Россию, где перешла из одиночного в парное катание. Дуэт белорусской спортсменке составил Владислав Лысой, с которым она выступала с показательными номерами, но на соревновательный лёд пара не выходила. В этот период практиковалась под наставничеством Сергея Доброскокова и Сергея Рослякова.
После олимпийского сезона прекратили сотрудничество чешские фигуристы Анна Душкова и Мартин Бидарж. Бидарж испытывал трудности при выборе новой партнёрши, находясь в поиске около полугода. Анна Абражевич написала и отправила видео выступлений в Федерацию фигурного катания Чехии. И после процедуры перехода из одной спортивной федерации в другую, образовалась пара — Абражевич / Бидарж. Новоиспечённый дуэт тренировался в Праге и Москве, под руководством брата Мартина Петра Бидаржа, Томаша Вернера и Дмитрия Савина.
Абражевич и Бидарж провели один совместный сезон, в котором смогли заработать технический минимум для попадания на чемпионат мира. В марте 2019 года представили программы на мировом первенстве в Японии. В судейском протоколе по итогам двух сегментов чешская спортивная пара расположилась на предпоследнем восемнадцатом месте. В течение сезона у Анны наблюдались проблемы со здоровьем, она боролась с травмами. Спустя два месяца после участия в чемпионате мира дуэт распался, Мартин начал кататься с россиянкой Елизаветой Жук.

## Программы
| Сезон     | Короткая программа                           | Произвольная программа                                           |
| --------- | -------------------------------------------- | ---------------------------------------------------------------- |
| 2018–2019 | - «Le Di a la Caza Alcance» Эстрелья Моренте | - «The Hollywood Wiz» из шоу «Cirque du Soleil» Андреас Карлссон |

## Результаты
(За Чехию с Мартином Бидаржем)
| Соревнования    | 18/19         |
| Международные   | Международные |
| --------------- | ------------- |
| Чемпионаты мира | 18            |
| Ice Mall Cup    | 4             |
| Bavarian Open   | 5             |

(За Белоруссию в одиночном катании)
| Соревнования                             | 14/15                                    |
| Международные среди продвинутых новчиков | Международные среди продвинутых новчиков |
| ---------------------------------------- | ---------------------------------------- |
| Хрустальный конёк                        | 7                                        |
| Lounakeskus Trophy                       | 2                                        |
| Torun Cup                                | 9                                        |
| Kaunas Ice Autumn Cup                    | 5                                        |
| Ice Star                                 | 12                                       |
| Национальные среди юниоров               |                                          |
| Чемпионат Белоруссии                     | 5                                        |